# Christopher Wren

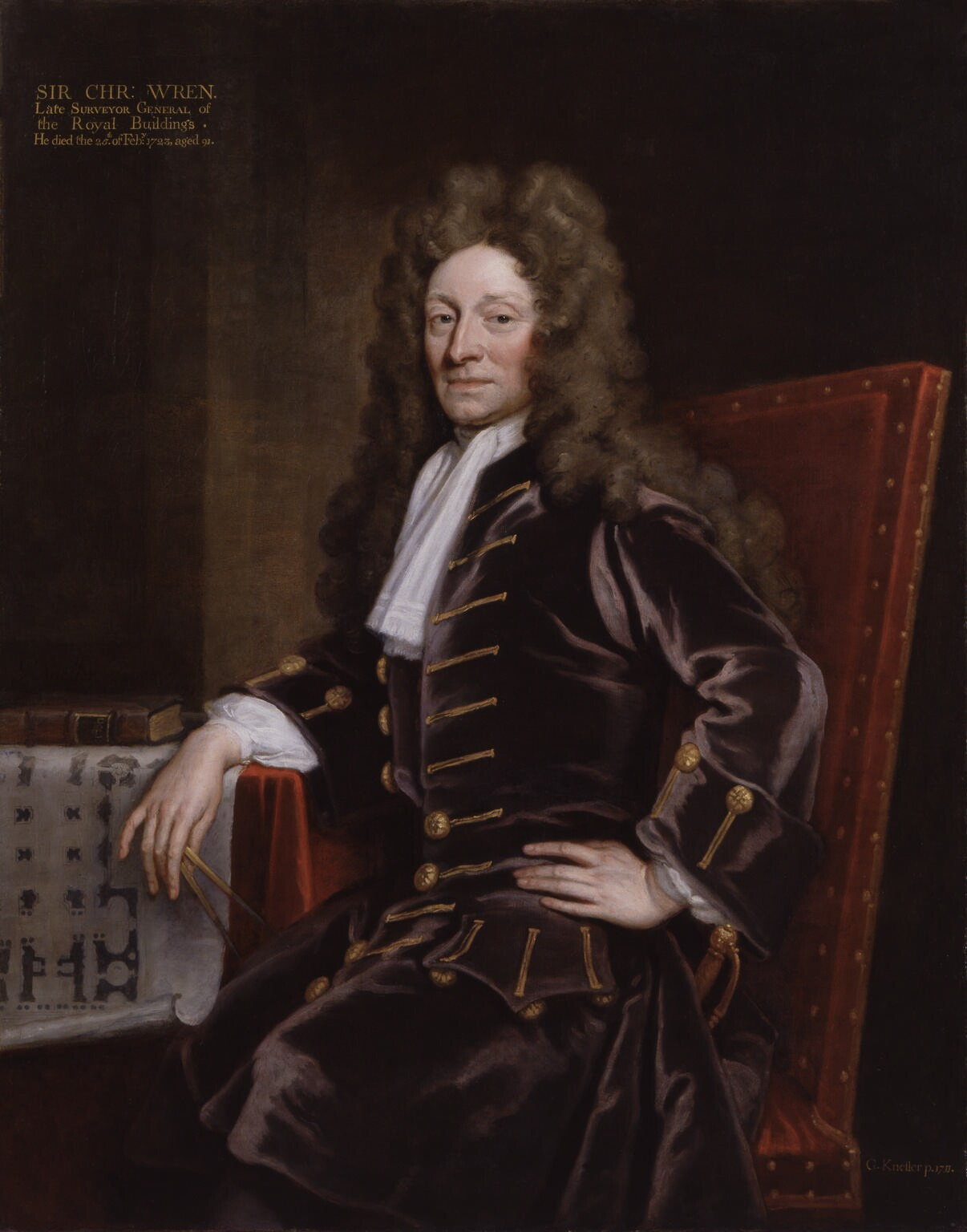
Christopher Wren

Christopher Wren (East Knoyle, 20 oktober 1632 – Hampton Court, 25 februari 1723) was een Brits wetenschapper en architect.
Wren studeerde aan de Universiteit van Oxford en doceerde vanaf 1653 aan het All Souls College in Oxford. Daarna werd hij benoemd tot hoogleraar sterrenkunde, eerst aan het Gresham College in Londen (1657) en vervolgens in Oxford (1661). Wren hield zich ook bezig met optica, meteorologie, fysiologie en mechanica en hij was een kundig tekenaar.
Aan het begin van zijn loopbaan schreef hij: 

Wiskundige bewijzen die worden opgetrokken op de onuitwisbare funderingen van de meetkunde en de rekenkunde, zijn de enige vorm van waarheid die in de menselijke geest kan beklijven, gevrijwaard van elke onzekerheid.

Zijn wetenschappelijk werk werd zeer gewaardeerd, onder andere door Isaac Newton en Blaise Pascal. Wren was een van de oprichters van de Royal Society (voorzitter van 1680 tot 1682). Wren werd geridderd in 1673 en was parlementslid van 1685-1688 en van 1702-1705.

## Wren als beginnend architect
Wren volgde geen opleiding tot architect en heeft Italië niet bezocht, maar hij kende de Renaissance-architectuur door de ontwerpen van Inigo Jones en diens leerling John Web. Verder bestudeerde hij de werken van Sebastiano Serlio, Vitruvius, Leon Battista Alberti en Andrea Palladio. In 1663 ontwierp Wren zijn eerste gerealiseerde gebouw een vergaderruimte voor de universiteit van Oxford: het Sheldonian Theatre (gereed in 1669). Het ontwerp was gebaseerd op Serlio’s tekening van het Theater van Marcellus in Rome.
Nog voor 1665 ontwierp Wren twee kleinere gebouwen: Pembroke College Chapel in Cambridge en een woonblok voor het Trinity College in Oxford (slechts ten dele bewaard). In de periode 1665/1666 reisde Wren naar Frankrijk, waar hij François Mansart en Gian Lorenzo Bernini ontmoette. Hij bezocht onder andere het Louvre, Versailles, het kasteel van Chantilly en Château le Raincy. Mogelijk heeft hij ook de Nederlanden bezocht. Zijn verdere ontwikkeling als architect berustte voor een groot deel op deze reis. Begin 1666 maakte Wren plannen voor een ingrijpende verbouwing van St Paul's Cathedral. Als gevolg van de grote brand van Londen van 2 tot 5 september waren deze plannen snel achterhaald. De kathedraal werd voor een deel door het vuur verwoest. Duizenden woningen en 87 kerken in de City of London werden totaal vernietigd. Binnen enkele dagen maakte Wren een plan voor de wederopbouw van de City gebaseerd op het – niet gerealiseerde – plan voor de Place de France van koning Hendrik IV van Frankrijk. Ook het plan van Wren werd niet uitgevoerd.

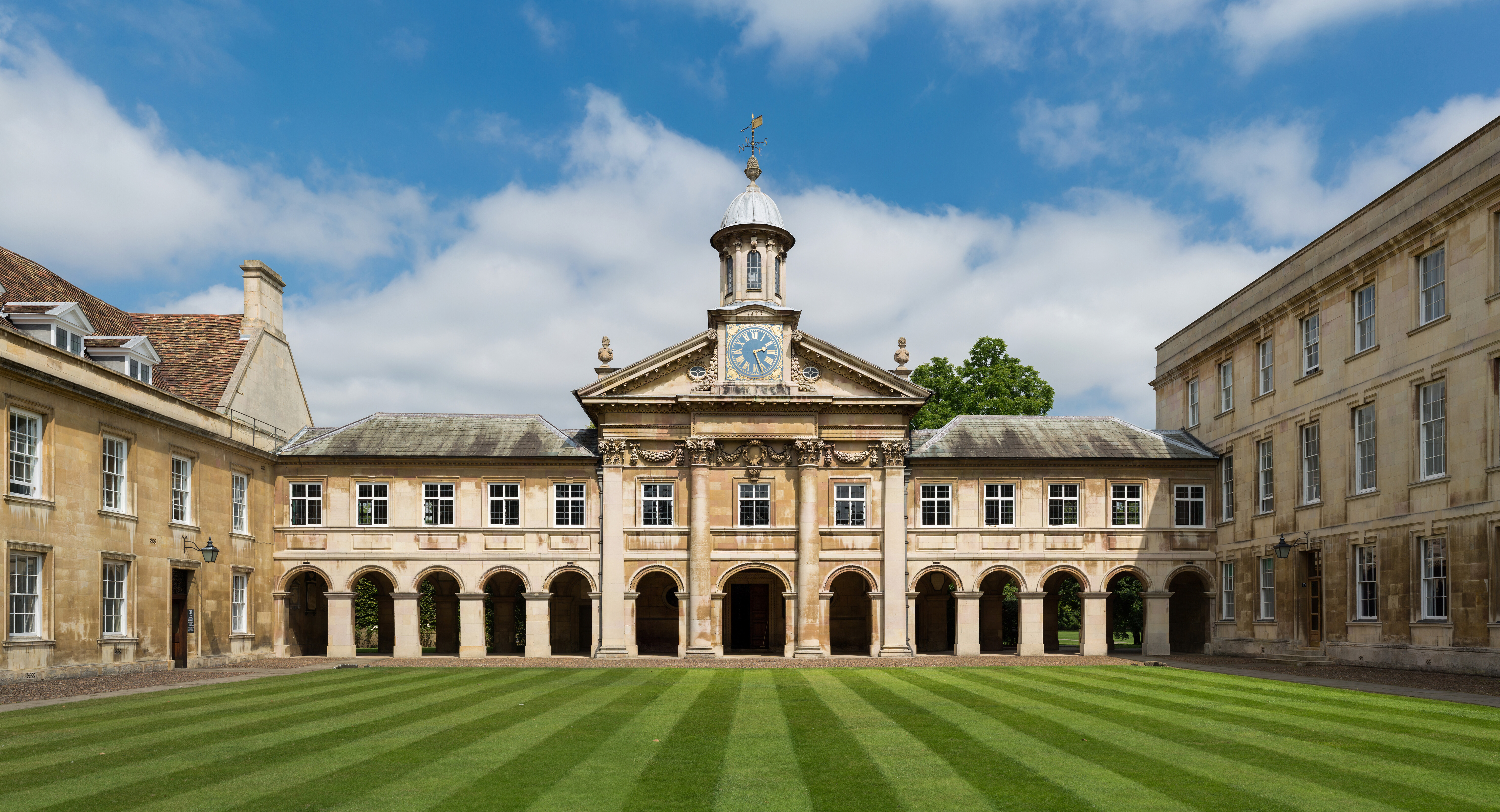
Emmanuel College, Cambridge

In 1667 ontwierp Wren de Chapel of Emmanuel College in Cambridge en waarschijnlijk het nieuwe Customs House in Londen. Het oude Customs House was verloren gegaan bij de brand in 1666 en het nieuwe Customs House brandde omstreeks 1715 af.
In 1668 werd getracht de restanten van St Paul’s Cathedral te restaureren, maar dit bleek niet mogelijk. Besloten werd de resten van de oude kathedraal te slopen en een nieuwe kathedraal te bouwen, waarvan Wren het ontwerp zou maken. Wrens eerste ontwerp werd achteraf te bescheiden gevonden. Met als voorbeeld koepelkerken die hij in Frankrijk had gezien, met name de Notre-Dame du Val-de-Grâce, maakte Wren in 1673 een nieuw ontwerp waarnaar het zes meter lange 'Great Model' werd gemaakt. Het ontwerp had een plattegrond in de vorm van een Grieks kruis, met een verlengde westelijke arm en een koepel op acht pijlers, die bijna zo groot zou zijn als de koepel van de Sint-Pieter in Rome. Dit ontwerp werd afgekeurd en in 1675 maakte Wren een bescheiden gotisch ontwerp: het Warrant Design, dat onmiddellijk werd geaccepteerd door de koning en de bouw startte. Het werd Wren toegestaan op onderdelen van het Warrant Design af te wijken. Het regelmatig door Wren gewijzigde ontwerp dat uiteindelijk werd gerealiseerd leek totaal niet op het oorspronkelijke Warrant Design. De bouw van de kathedraal duurde van 1675 tot 1710. Wren is een van de weinige architecten die de realisatie van zijn ontwerp voor een kathedraal heeft meegemaakt.

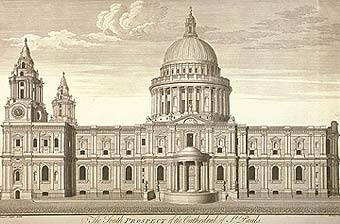
St. Paul's cathedral (definitief ontwerp)

## Wren als hofarchitect
In 1669 werd Wren hofarchitect met de titel Surveyor-General. Hij volgde hiermee John Denham op. In december van dat jaar trouwde hij met Faith Coghill en verhuisde hij naar zijn ambtswoning in Whitehall waar hij, voor zover bekend, woonde tot 1718. Zij kregen twee zoons, Gilbert en Christopher. Zijn eerste vrouw overleed in 1675, hij trouwde in 1677 met Jane Fitzwilliam die in 1679 overleed. Ook met haar kreeg hij twee kinderen, Jane en William.
Tussen 1670 en 1690 werden 52 van de 87 verbrande kerken herbouwd, alle ontwerpen werden door – of onder leiding van – Wren gemaakt. Bij de bouw werd uit kostenoverwegingen vaak gebruik gemaakt van de middeleeuwse fundamenten van de te vervangen kerk. Hierdoor werd de ontwerpvrijheid, met name de plaats van de toren(s) sterk beperkt. Hoewel de meest kerken rond 1685 waren voltooid zijn veel van de torens tegen het eind van de eeuw gebouwd, omdat Londen toen welvarender was. Omdat veel kerken stonden ingeklemd tussen de herbouwde huizen zijn de gevels van die kerken eenvoudig uitgevoerd. De herbouw van de City werd betaald uit de opbrengsten van belasting op in Londen aangevoerde steenkool. Veel van de 52 herbouwde kerken zijn in de 18e en 19e eeuw verbouwd of opnieuw ingericht en 17 kerken werden gesloopt om ruimte te maken voor de groeiende verkeersstromen. In de jaren 1940 en 1941 van WO II werden een aantal van de overgebleven kerken zwaar beschadigd of geheel verwoest door brandbommen.
In 1675 gaf Karel II opdracht voor de bouw van een koninklijke sterrenwacht in Greenwich. De fundamenten en het materiaal van een ouder kasteel werden hergebruikt. Het ontwerp was van Wren, waarschijnlijk geassisteerd door Robert Hooke.

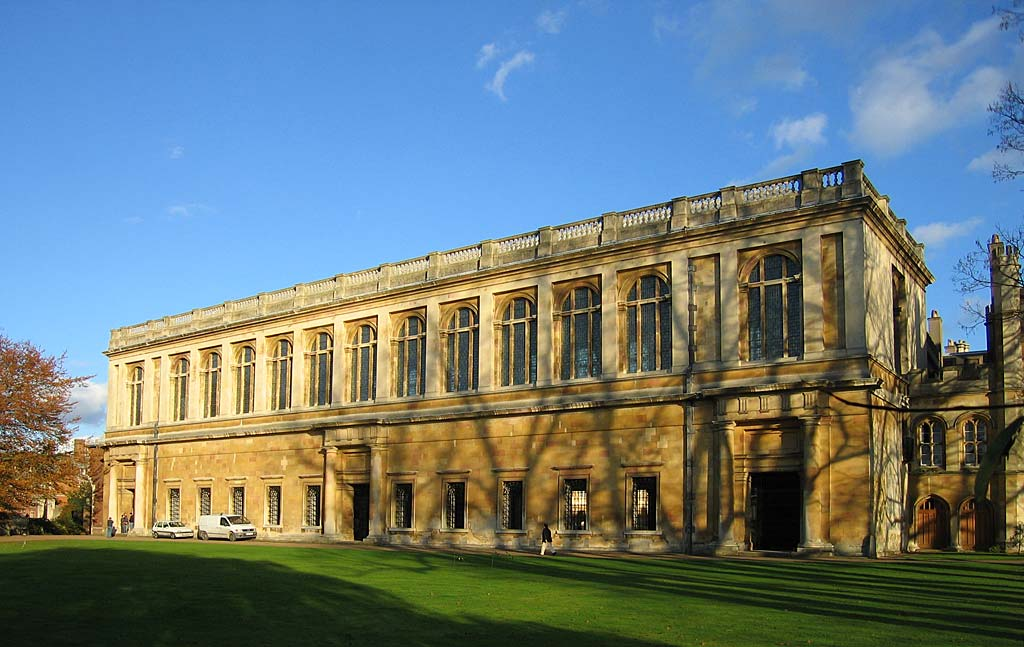
Wren Library, Trinity College, Cambridge

Omstreeks 1676 ontwierp Wren de bibliotheek inclusief het interieur voor Trinity College in Cambridge. Het gebouw bevat een grote zaal met Ionische zuilen aan de voorzijde boven een arcade met Dorische zuilen. De achterzijde aan de rivier is voorzien van pilasters. Het gebouw werd voltooid in 1695.
Samen met Robert Hooke ontwierp Wren een monument ter herinnering aan de Grote Brand. Het monument, eenvoudigweg 'The Monument' genoemd, is een Dorische zuil van meer dan 60 meter hoog en was gereed in 1676.
In 1681 werd Wren gevraagd een toren te ontwerpen voor de ingang van Christ Church college in Oxford. Het ontwerp moest een aanvulling zijn op gotische ingang uit de vroege 16e eeuw. Het resultaat staat bekend als Tom Tower. Wrens ontwerp voor een mausoleum voor koning Karel I werd nooit gerealiseerd.
In 1682 stichtte Karel II (1630 - 1685) het koninklijke hospitaal in Chelsea, naar voorbeeld van het door Lodewijk XIV gestichte Hôtel des Invalides. In het door Wren ontworpen gebouwencomplex konden vanaf 1692 circa 500 veteranen wonen. Vlak voor zijn dood in 1685 gaf Karel II opdracht een paleis te bouwen in Winchester. Na de dood van Karel II werd Wrens ontwerp voor dit enorme paleis niet voltooid.

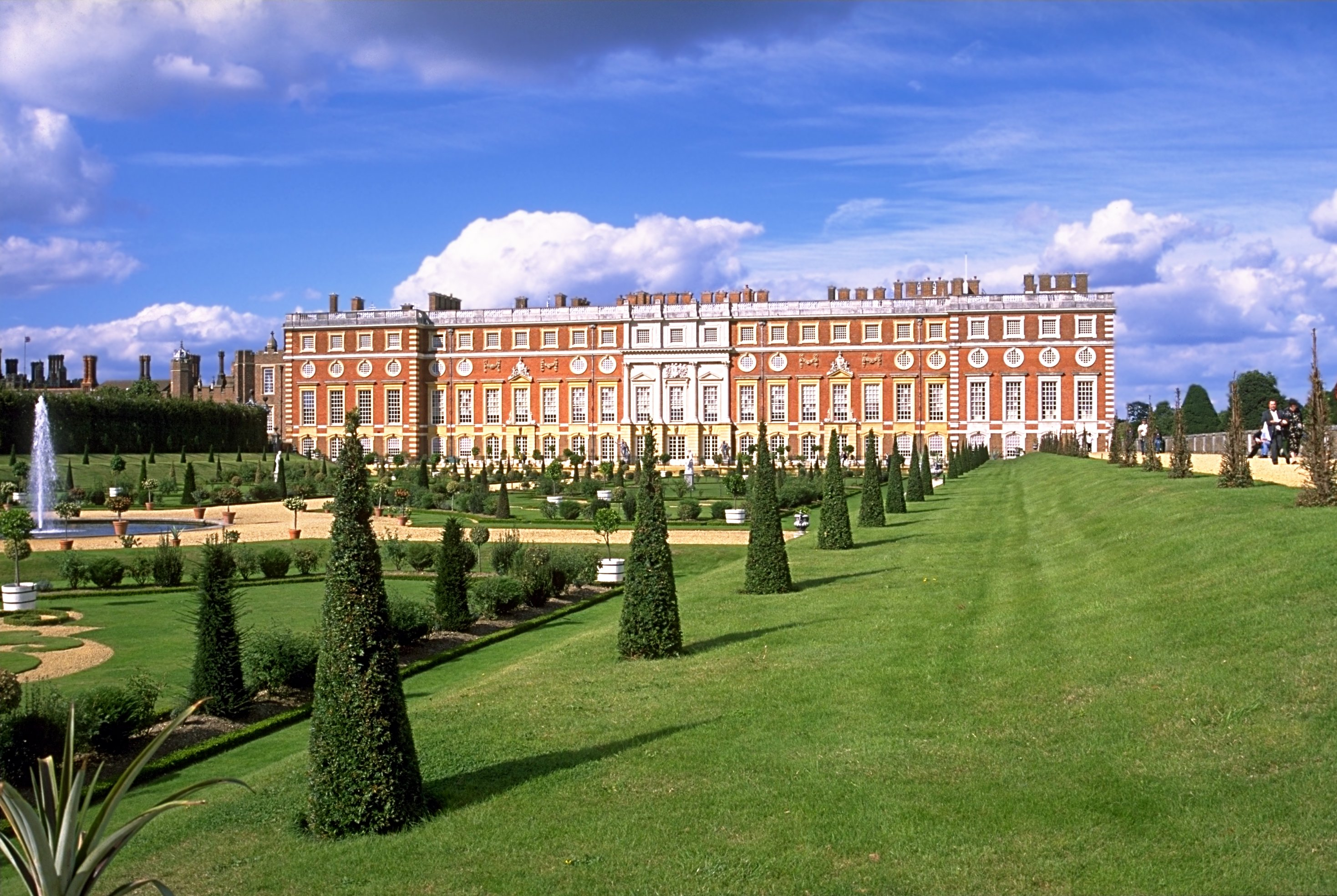
Hampton Court

Gedurende de korte regeringsperiode van Jacobus II van Engeland (de broer van Karel II) was Wren vooral werkzaam in Whitehall. De nieuwe koning was rooms-katholiek en wenste daar een nieuwe kapel, naast een aantal andere bouwwerken. Al deze gebouwen zijn verloren gegaan tijdens een brand in 1698. Na de Glorious Revolution in 1688 werd Wren hofarchitect van Willem III van Oranje en Maria II. Hij kreeg opdracht twee paleizen te bouwen, een in Kensington en een in Hampton Court. Kensington Palace was een uitbreiding van een bestaand huis, maar Hampton Court Palace was een enorm project, hoewel niet alle plannen van Wren werden uitgevoerd. Een van de redenen was het overlijden van Maria II in 1694, waarna de koning niet meer was geïnteresseerd in de voortgang van het bouwproject. Een andere reden was de vergrote zelfstandigheid van het parlement dat zich in het Palace of Westminster vestigde. Het paleis hoefde niet meer te voorzien in werkruimte voor het parlement en de bijbehorende administratie.
Vanaf 1679 werkte Nicholas Hawksmoor voor Wren. In de loop der tijd kreeg Hawksmoor steeds meer verantwoordelijkheid; hij had de leiding over de werkzaamheden in Kensington en zijn invloed is zichtbaar in het resultaat.
In 1692 besloot Maria II een koninklijk hospitaal voor zeelui te stichten in Greenwich. Wren maakte een ontwerp 1694 en de bouw begon in 1696, maar het werk werd pas enkele jaren na Wrens dood voltooid. Greenwich Hospital (later het Royal Naval College) was Wrens laatste grote werk. Een kleinere opdracht was de bouw van Marlborough House (1708-1711).
Wren overleed op 90-jarige leeftijd in zijn slaap. Hij werd ceremonieel begraven in St Paul's Cathedral. Een inscriptie in de buurt van zijn graf, geplaatst door zijn zoon Christopher, eindigt met de woorden: "Lector, si monumentum requiris, circumspice" ("Lezer, als u zijn monument zoekt, kijk om u heen").
Deze zoon schreef ook een biografie over zijn vader: Parentalia, or, Memoirs of the family of the Wrens.
Wren was lid van de vrijmetselarij, maar hij was niet zeer actief in deze organisatie.

## Wrens kerken

### Nog bestaande kerken gebouwd naar ontwerpen van Wren

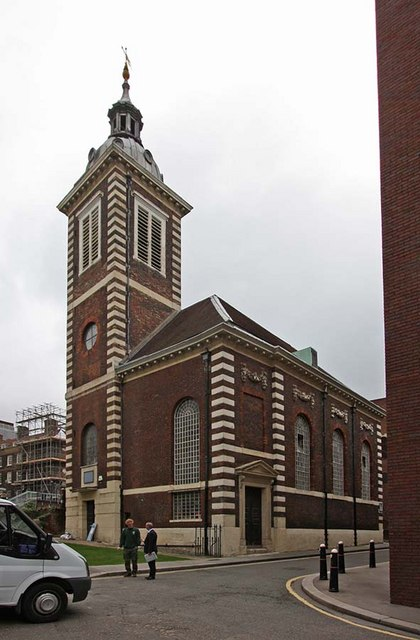
St Benet Paul's Wharf

- St Benet, Paul's Wharf, Queen Victoria Street
- St Clement's Church, Clement's Lane
- St Clement Eastcheap, Clement's Lane, Candlewick
- St Edmund the King and Martyr, Lombard Street
- St James Garlickhythe Church, Garlick Hill
- St Margaret, Lothbury
- St Margaret Pattens, Eastcheap
- St Martin, Ludgate Hill
- St Mary Abchurch, Abchurch Lane
- St Mary Aldermary, Queen Victoria Street
- St Michael, Cornhill
- St Peter upon Cornhill, Cornhill
- St Stephen Walbrook

### Nog bestaand, maar gewijzigd

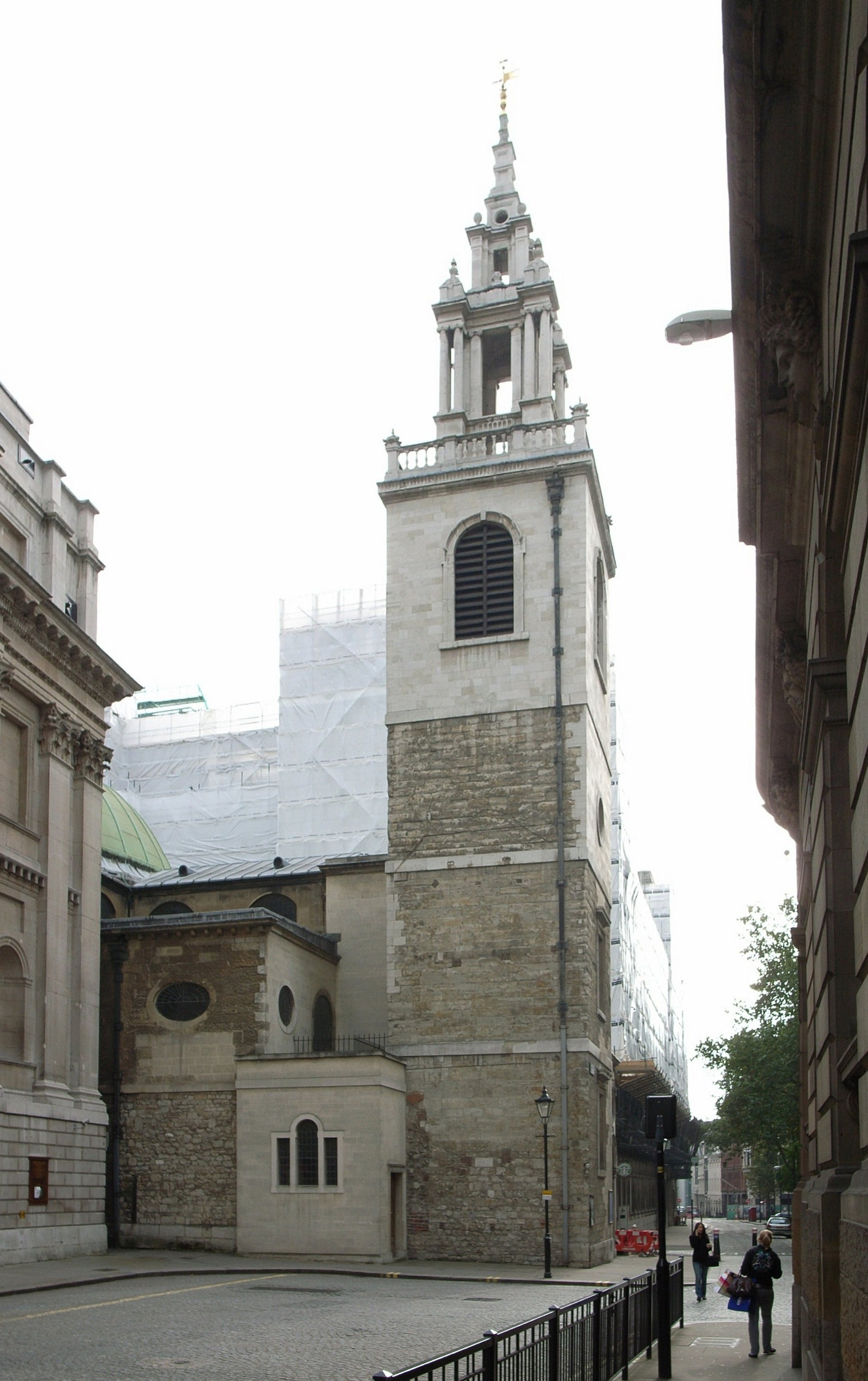
St Stephen Walbrook

- St Magnus-the-Martyr, Lower Thames Street
- St Mary at Hill, Cheapside
- St Andrew-by-the-Wardrobe, Queen Victoria Street
- St Andrew's Church, St Andrew Street
- St Anne and St Agnes, Gresham Street
- St Bride, Fleet Street
- St Lawrence Jewry, Gresham Street
- St Mary-le-Bow, Cheapside
- St Michael Paternoster Royal
- St Nicholas Cole Abbey, Queen Victoria Street
- St Vedast, Foster Lane

### Ten dele behouden gebleven
- St Mary Somerset, Upper Thames Street
- St Olave Old Jewry, Ironmonger Lane
- Christ Church Greyfriars, Newgate Street
- St Alban, Wood Street
- St Alban's, Wood Street
- St Augustine, Watling Street
- St Dunstan-in-the-East, Billingsgate

- Bibsys: 90088617
- Biblioteca Nacional de España: XX4842681
- Bibliothèque nationale de France: cb121401670 (data)
- Catàleg d'autoritats de noms i títols de Catalunya: 981058508924506706
- CiNii: DA0259984X
- Digitale Bibliotheek voor de Nederlandse Letteren: wren002
- Stuttgart Database of Scientific Illustrators 1450–1950: 1015
- Gemeinsame Normdatei: 11880796X
- International Standard Name Identifier: 0000 0000 8127 4046
- KulturNav: a817c05e-857c-4cbf-9458-85ea74ffa9fc
- Library of Congress Control Number: n80102228
- Nationale Bibliotheek van Letland: 000189002
- Mathematics Genealogy Project: 234537
- Nationale Bibliotheek van Tsjechië: xx0059651
- Nationale bibliotheek van Australië: 35161532
- Nationale Bibliotheek van Israël: 987007269966305171
- Nationale Bibliotheek van Polen: a0000001891067
- Nederlandse Thesaurus van Auteursnamen: 068366485
- RKD-Nederlands Instituut voor Kunstgeschiedenis: 85698
- LIBRIS: 308509
- SNAC: w6d50qng
- Système universitaire de documentation: 029865247
- Trove: 847064
- Union List of Artist Names: 500115492
- Virtual International Authority File: 49261635
- WorldCat: E39PBJxd4Bpp4VcptH7FMhPhHC